# Ciprus az 1988. évi nyári olimpiai játékokon
Ciprus a dél-koreai Szöulban megrendezett 1988. évi nyári olimpiai játékok egyik részt vevő nemzete volt. Az országot az olimpián 4 sportágban 9 sportoló képviselte, akik érmet nem szereztek.

## Atlétika
Férfi
| Versenyző       | Versenyszám | Előfutam | Előfutam | Előfutam | Negyeddöntő | Negyeddöntő | Negyeddöntő | Elődöntő | Elődöntő | Elődöntő | Döntő   | Döntő    |
| Versenyző       | Versenyszám | Idő      | Hely.    | Össz.    | Idő         | Hely.       | Össz.       | Idő      | Hely.    | Össz.    | Idő     | Helyezés |
| --------------- | ----------- | -------- | -------- | -------- | ----------- | ----------- | ----------- | -------- | -------- | -------- | ------- | -------- |
| Szpírosz Szpíru | 800 m       | 1:49,84  | 5.       | 40.      | kiesett     | kiesett     | kiesett     | kiesett  | kiesett  | kiesett  | kiesett | kiesett  |
| Szpírosz Szpíru | 1500 m      | 3:42,32  | 9.       | 26.      |             |             |             | 3:43,49  | 10.      | 20.      | kiesett | kiesett  |

| Versenyző           | Versenyszám | Selejtező                     | Selejtező | Döntő    | Döntő    |
| Versenyző           | Versenyszám | Eredmény                      | Helyezés  | Eredmény | Helyezés |
| ------------------- | ----------- | ----------------------------- | --------- | -------- | -------- |
| Máriosz Hadziandréu | Hármasugrás | 15,95 m (holtverseny) 15,89 m | 21.       | kiesett  | kiesett  |

Női
| Versenyző    | Versenyszám | Előfutam | Előfutam | Előfutam | Döntő   | Döntő    |
| Versenyző    | Versenyszám | Idő      | Hely.    | Össz.    | Idő     | Helyezés |
| ------------ | ----------- | -------- | -------- | -------- | ------- | -------- |
| Ándri Avraám | 3000 m      | 9:02,18  | 11.      | 23.      | kiesett | kiesett  |
| Ándri Avraám | 10 000 m    | 32:59,30 | 12.      | 27.      | kiesett | kiesett  |

| Versenyző            | Versenyszám | Selejtező | Selejtező | Döntő    | Döntő    |
| Versenyző            | Versenyszám | Eredmény  | Helyezés  | Eredmény | Helyezés |
| -------------------- | ----------- | --------- | --------- | -------- | -------- |
| Marúla Lámbru-Telóni | Távolugrás  | 629 cm    | 21.       | kiesett  | kiesett  |

## Cselgáncs
| Versenyző               | Versenyszám | Csoport | Selejtező         | 32-es főtábla                           | Nyolcaddöntő      | Negyeddöntő       | Elődöntő          | Vigaszág nyolcaddöntő | Vigaszág negyeddöntő | Vigaszág elődöntő | Bronz- mérkőzés   | Döntő             | Helyezés |
| Versenyző               | Versenyszám | Csoport | Ellenfél Eredmény | Ellenfél Eredmény                       | Ellenfél Eredmény | Ellenfél Eredmény | Ellenfél Eredmény | Ellenfél Eredmény     | Ellenfél Eredmény    | Ellenfél Eredmény | Ellenfél Eredmény | Ellenfél Eredmény | Helyezés |
| ----------------------- | ----------- | ------- | ----------------- | --------------------------------------- | ----------------- | ----------------- | ----------------- | --------------------- | -------------------- | ----------------- | ----------------- | ----------------- | -------- |
| Mihalákisz Szkurumúnisz | Légsúly     | A       | erőnyerő          | Pavel Botev (BUL) · 0000–1001           | kiesett           | kiesett           | kiesett           |                       |                      |                   |                   |                   | 20.      |
| Ilíasz Joánnu           | Harmatsúly  | B       | erőnyerő          | Majemite Omagbaluwaje (NGR) · 0000–0120 | kiesett           | kiesett           | kiesett           |                       |                      |                   |                   |                   | 20.      |

## Sportlövészet
Nyílt
| Versenyző           | Versenyszám | Selejtező | Selejtező | Döntő   | Döntő    |
| Versenyző           | Versenyszám | Pont      | Helyezés  | Pont    | Helyezés |
| ------------------- | ----------- | --------- | --------- | ------- | -------- |
| Mihalákisz Tímviosz | Skeet       | 194       | 20.       | kiesett | kiesett  |

## Vitorlázás
Férfi
| Versenyző                                   | Versenyszám    | Futam | Futam | Futam | Futam | Futam  | Futam | Futam | Pontszám | Helyezés |
| Versenyző                                   | Versenyszám    | 1     | 2     | 3     | 4     | 5      | 6     | 7     | Pontszám | Helyezés |
| ------------------------------------------- | -------------- | ----- | ----- | ----- | ----- | ------ | ----- | ----- | -------- | -------- |
| Andréasz Karapatákisz Hrísztosz Hrisztofóru | 470-es osztály | 29,0  | 31,0  | 32,0  | 33,0  | (36,0) | 36,0  | 26,0  | 187,0    | 28.      |